# Корлюгівка
Корлюгівка — село в Україні, у Соколівській сільській громаді Кропивницького району Кіровоградської області. До 2020 року орган місцевого самоврядування — Миколаївська сільська рада. Населення становить 30 осіб (станом на 2001 рік). Село розташоване на заході Кропивницького району, за 16,5 кілометра від районного центру.

## Географія
Село Корлюгівка лежить за 16,5 км на захід від районного центру, фізична відстань до Києва — 217,8 км. Через село проходить автомобільний шлях територіального значення Т 1202.

## Населення
Станом на 1989 рік у селі проживало 35 осіб, серед них — 10 чоловіків і 25 жінок.
За даними перепису населення 2001 року у селі проживало 30 осіб. Рідною мовою назвали:
| Мова       | Кількість осіб | Відсоток |
| ---------- | -------------- | -------- |
| українська | 30             | 100,00%  |

## Політика
Голова сільської ради — Тегза Юрій Михайлович, 1971 року народження, вперше обраний у 2010 році. Інтереси громади представляють 16 депутатів сільської ради:
| Партія                                 | Кількість депутатів | Відсоток |
| -------------------------------------- | ------------------- | -------- |
| Всеукраїнське об'єднання «Батьківщина» | 7                   | 43,75%   |
| самовисування                          | 7                   | 43,75%   |
| «Партія регіонів»                      | 2                   | 12,50%   |

## Пам'ятки
У селі розташована могила Івана Карпенка-Карого — основоположника українського професійного театру (пам'ятка історії України національного значення).